# American Behavioral Scientist
Der American Behavioral Scientist ist eine begutachtete wissenschaftliche Fachzeitschrift, die seit 1957 herausgegeben wird. Sie erscheint derzeit bei SAGE Publications, Chefredakteurin ist Laura Lawrie. Sie ist interdisziplinär ausgerichtet und publiziert Forschungsarbeiten aus diversen sozialwissenschaftlichen Disziplinen.
Der Impact Factor lag im Jahr 2016 bei 1,311, der fünfjährige Impact Factor bei 2,518. Damit lag das Journal bei dem Impact Factor auf Rang 30 von insgesamt 96 in der Kategorie „interdisziplinäre Sozialwissenschaften“ gelisteten wissenschaftlichen Zeitschriften sowie auf Rang 76 von 121 Zeitschriften in der Kategorie „klinische Psychologie“